# 螃蟹甲
螃蟹甲（学名：Phlomis younghushandii），为唇形科糙苏属下的一个植物种。